# Nockie Holendry
Nockie Holendry – wieś położona w województwie wielkopolskim, w powiecie konińskim, w gminie Wierzbinek.
Do końca 2015 roku stanowiła część wsi Morzyczyn.
Na południe od miejscowości znajduje się ujście strugi Pichny do Noteci.
W latach 1975–1998 miejscowość należała administracyjnie do województwa konińskiego.